# Kazimierz Brandys

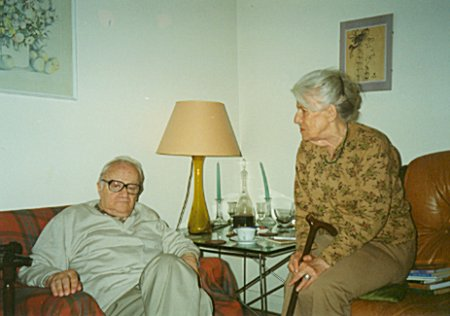
Kazimierz Brandys mit seiner Ehefrau Maria Zenowicz-Brandys

Kazimierz Brandys (* 27. Oktober 1916 in Łódź; † 11. März 2000 in Paris) war ein polnischer Schriftsteller, Kritiker und Publizist jüdischer Herkunft.

## Leben und Werk
Brandys entstammte einer Kaufmanns- und Intellektuellenfamilie. Von 1934 bis 1938 studierte er Jura an der Warschauer Universität. Er war Mitglied des Unabhängigen Sozialistischen Jugendverbandes und arbeitete journalistisch in linksradikalen Studentenzeitungen mit. 1935 debütierte er als Theaterkritiker. Während der deutschen Okkupation und nach dem Ende des Zweiten Weltkriegs lebte er in Warschau. Dort war er von 1945 bis 1950 Mitglied der Redaktion der Wochenzeitschrift Kuźnica und 1956 bis 1969 der Wochenzeitschrift Nowa Kultura. 1946 erschien sein erster Roman Drewniany Koń (Das hölzerne Pferd).
Von 1970 bis 1971 lehrte Brandys slawische Literatur an der Sorbonne in Paris. Ab 1978 lebte er gänzlich außerhalb Polens.
Seine Grabstätte befindet sich auf dem Pariser Friedhof Père-Lachaise.

## Werke
- 1946 Die unbezwungene Stadt
- 1948–1951 Zwischen den Kriegen (Romantetralogie)
- 1953 dt. «Bürger», «Begegnungen in Italien»
- 1951 und 1955 Der Mensch stirbt nicht
- 1959 Die Mutter der Könige, Köln-Berlin, Kiepenheuer
- 1962 Briefe an Frau Z. Erinnerungen aus der Gegenwart
- 1963, 1970 und 1990 Die Art zu leben
- 1966 Die Verteidigung Granadas
- 1968 Die Kunst geliebt zu werden und andere Erzählungen. Berlin, Verlag Volk und Welt
- 1971 Der Marktplatz. Frankfurt, Insel Verlag
- 1972 Variationen in Briefen
- 1972 Kleines Buch. Berlin, Volk und Welt Verlag
- 1975 Variationen in Briefen. Berlin, Volk und Welt Verlag
- 1979 Ruhige Jahre unter der Besatzung. Berlin, Lit. Coll.
- Briefe an Frau Z. Berlin, Volk und Welt Verlag
- 1982 und 1988 Rondo (Roman)
- 1987 und 1996 Warschauer Tagebuch. Die Monate davor.
- 1990 Der Einfall. Berlin, Volk und Welt Verlag

## Verfilmungen
- 1961 Samson
- 1963 Die Kunst, geliebt zu werden (Jak być kochana), Regie: Wojciech Has
- 1982 Mutter Król und ihre Söhne (Matka Królów)